# John E. Cunningham

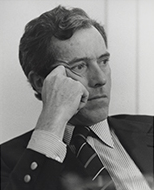
John E. Cunningham

John Edward Cunningham III. (* 27. März 1931 in Chicago, Illinois) ist ein ehemaliger US-amerikanischer Politiker. Zwischen 1977 und 1979 vertrat er den Bundesstaat Washington im US-Repräsentantenhaus.

## Werdegang
Cunningham besuchte bis 1948 die Scituate High School in Massachusetts und studierte danach bis 1953 an der University of San Francisco in Kalifornien. Bis 1958 setzte er seine Studienzeit an der Seattle University im Staat Washington fort. Zwischen 1953 und 1954 gehörte er zur Reserve der US Air Force. Später war er als privater Geschäftsmann tätig.
Politisch schloss sich Cunningham der Republikanischen Partei an. Zwischen 1973 und 1975 saß er als Abgeordneter im Repräsentantenhaus von Washington; von 1975 bis 1977 war er Mitglied des Staatssenats. Nach dem Rücktritt des Kongressabgeordneten Brock Adams wurde Cunningham bei der fälligen Nachwahl für das siebte Abgeordnetenmandat des Staates Washington als dessen Nachfolger in das US-Repräsentantenhaus in Washington, D.C. gewählt. Dort trat er am 17. Mai 1977 sein neues Mandat an. Da er aber bei den regulären Kongresswahlen des Jahres 1978 dem Demokraten Mike Lowry unterlag, konnte er bis zum 3. Januar 1979 nur die angebrochene Legislaturperiode seines Vorgängers im Kongress beenden.
Nach seinem Ausscheiden aus dem US-Repräsentantenhaus zog sich Cunningham aus der Politik zurück. Heute lebt er in Zenith im Staat Washington.